# Galym Ajmétov
Galym Ajmétov (en kazajo: Ғалым Ахметов; Almatý, 20 de marzo de 1995) es un ciclista kazajo.

## Palmarés
2018
- Tour de Fatih Sultan Mehmet, más 1 etapa[1]